# Frederik VII.
Frederik VII. (6. října 1808, Kodaň – 15. listopadu 1863, Glücksburg) byl v letech 1848–1863 dánským králem, dále vévodou šlesvickým, holštýnským a lauenburským. Byl synem Kristiána VIII. a jeho manželky, původem meklenburské princezny Šarloty Frederiky. Frederik VII. byl posledním dánským králem z původní linie rodu Oldenburků. Zároveň byl posledním dánským absolutistickým panovníkem.

## Vláda
Hned na začátku svého panování, v letech 1848–1850 válčil Frederik VII. s Pruskem a byl poražen.
Během jeho vlády došlo v Dánsku ke změně absolutistické formy vlády na konstituční monarchii, poté co byl roku 1849 donucen potvrdit ústavu omezující královskou moc a zavádějící všeobecné volební právo pro muže. Změna státního zřízení byla reakcí na březnovou revoluci ve Šlesvicku a Holštýnsku, kterou se mu však podařilo potlačit. Ještě předtím zrušil pozůstatky roboty a poddanství. Je nazýván dárcem ústavy a jeho pomník stojí dodnes na náměstí před budovou Dánského parlamentu v zámku Christiansborg.

## Záliba
Frederikovou nejoblíbenější činností bylo bádání nad dějinami, zvláště pak pravěkem své vlasti. Byl předsedou Královské nordické pravěké společnosti v Kodani, v jejíchž spisech zveřejňoval řadu pojednání.
Velká část jeho sbírek byla zničena v roce 1859 při požáru jeho oblíbeného zámku Frederiksborgu na ostrově Sjællandu. Co ze sbírek zůstalo, přišlo po Frederikově smrti do Muzea nordického pravěku v Kodani.

## Manželství
Král Frederik VII. byl celkem třikrát ženat:
- 1. listopadu 1828 se v kapli paláce Christiansborg v Kodani oženil se svou sestřenicí 2. stupně, dánskou princeznou Vilemínou, dcerou krále Frederika VI. Tímto sňatkem se spojily dvě linie dánské královské rodiny, mezi nimiž byly od roku 1814 chladné vztahy. Manželství bylo i veřejností oslavováno a vítáno s nadšením, jež trvalo měsíce a odrazilo se v řadě pověstí, vyprávění a oslav. Svazek se však záhy ukázal být nešťastným. Zejména Frederikův nevázaný způsob života, nevěry a alkoholismus měly vést k tomu, že pár se v roce 1834 rozešel a 4. září 1834 byl rozveden. Manželství zůstalo bezdětné; lze se domnívat, že podstatnou roli při rozpadu svazku hrála spíše tato skutečnost.

- 10. července 1841 se v Neustrelitz oženil s Karolinou Marianou, dcerou meklenbursko-střelického velkovévody Jiřího a jeho manželky Marie Hesensko-Kasselské. Po pěti letech, když ani z tohoto manželství nevzešel žádný potomek, nechal se Frederik rozvést i s Karolinou Marianou, jež se pak vrátila ke svým rodičům.

- 7. srpna 1850 uzavřel morganatický sňatek s baletkou Luisou Christinou Rasmussenovou (po sňatku jmenovanou hraběnkou von Danner), s níž pak žil až do své smrti na zámku Jægerspris na ostrově Sjællandu. I toto manželství zůstalo bezdětné.

## Otázka následnictví

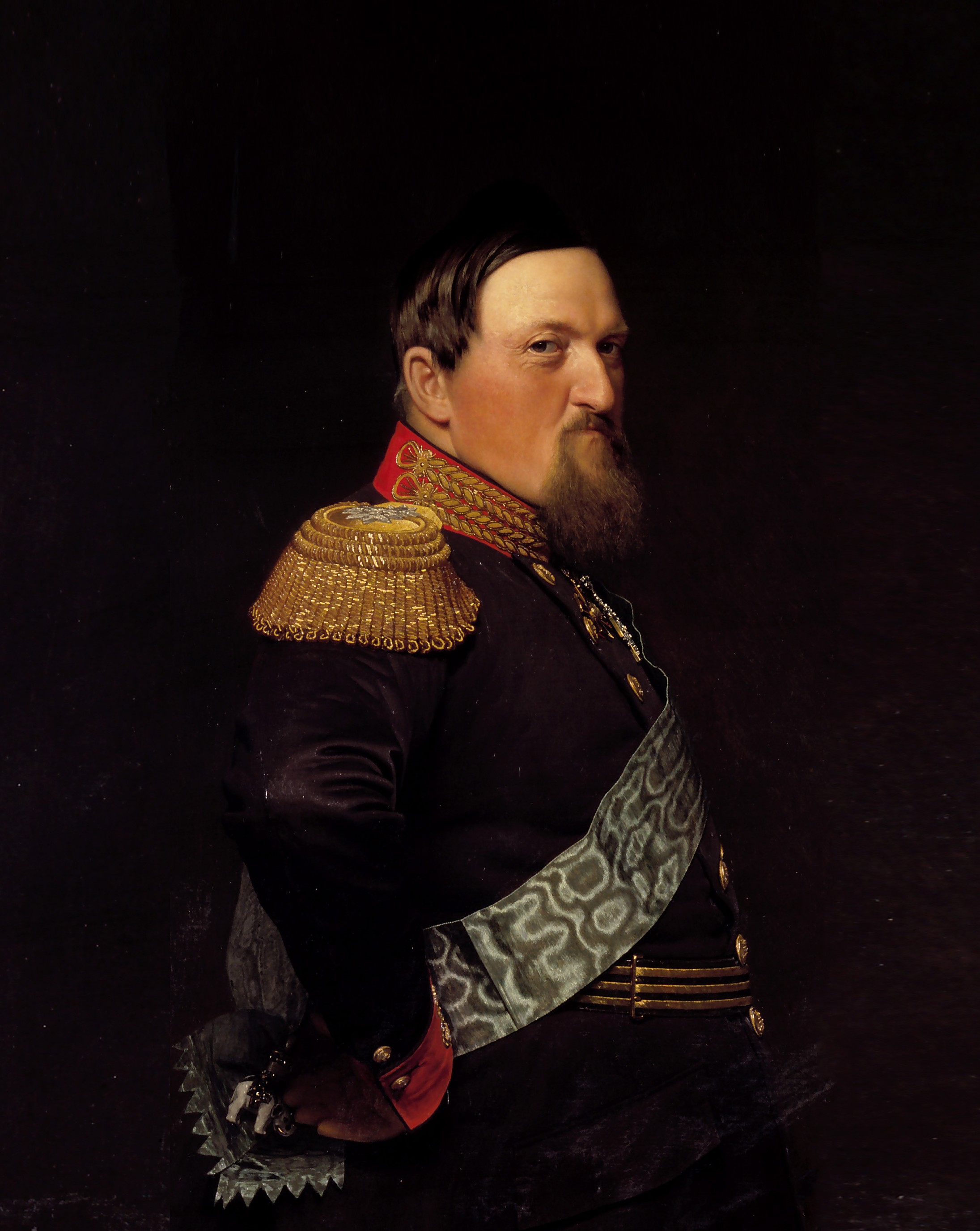
Frederik VII.

Frederik VII. byl třikrát ženat, ani z jednoho manželství však nevzešel žádný potomek. Když 15. listopadu roku 1863 ve svých 55 letech zemřel, vymřela jeho osobou dynastie Oldenburgů po meči a vyvstala otázka následnictví dánského trůnu. Frederik VII. problém nástupnictví vyřešil již za svého života a podle zásad agnatické primogenitury ustavil následníkem Kristiána, vévodu Schleswig-Holstein-Sonderburg-Glücksburského. Jeho nároky na dánský trůn se odvíjely ze dvou stran: jednak pocházel z vedlejší větve oldenburské dynastie (z dynastie Schleswig-Holstein-Sonderburg-Glücksburg) a byl prapravnukem krále Frederika V., jednak byl manželem Luisy Hesensko-Kasselské, dcery Luisy Šarloty Dánské, mladší sestry Kristiána VIII. Ta byla sice nejbližší pretendentkou dánského trůnu, jako žena však na něj nastoupit nemohla; podle ustanovení Salického práva byla jako dcera vyloučena z následnictví trůnu, mohla však dědické právo přenést na své potomky. Proto se již 18. července roku 1851 v Kodani za přítomnosti svého bratra Frederika Ferdinanda a ministrů zahraničí a spravedlnosti slavnostně vzdala všech svých nároků na dánský trůn ve prospěch své dcery Luisy, jež se jich obratem vzdala ve prospěch svého manžela Kristiána, vévody Schleswig-Holstein-Sonderburg-Glücksburského; ten pak po smrti Frederika VII. nastoupil na dánský trůn jako král Kristián IX.
Frederik VII. zemřel nečekaně ve svých 55 letech 15. listopadu roku 1863 ve šlesvickém zámku Glücksburg. Byl pochován v katedrále v Roskilde, místě posledního odpočinku dánských králů.

## Vývod z předků
|                 |                                              |  |                                            |                                                        |  |  |  |  |  |  |  | Kristián VI. |
|                 |                                              |  |                                            |                                                        |  |  |  |  |  |  |  |              |
|                 | Frederik V.                                  |  |                                            |                                                        |  |  |  |  |  |  |  |              |
|                 |                                              |  |                                            |                                                        |  |  |  |  |  |  |  |              |
|                 |                                              |  |                                            | Žofie Magdalena Braniborská                            |  |  |  |  |  |  |  |              |
|                 |                                              |  |                                            |                                                        |  |  |  |  |  |  |  |              |
|                 | Frederik Dánský                              |  |                                            |                                                        |  |  |  |  |  |  |  |              |
|                 |                                              |  |                                            |                                                        |  |  |  |  |  |  |  |              |
|                 |                                              |  |                                            | Ferdinand Albrecht II. Brunšvicko-Wolfenbüttelský      |  |  |  |  |  |  |  |              |
|                 |                                              |  |                                            |                                                        |  |  |  |  |  |  |  |              |
|                 | Juliana Marie Brunšvická                     |  |                                            |                                                        |  |  |  |  |  |  |  |              |
|                 |                                              |  |                                            |                                                        |  |  |  |  |  |  |  |              |
|                 |                                              |  |                                            | Antonie Amálie Brunšvicko-Wolfenbüttelská              |  |  |  |  |  |  |  |              |
|                 |                                              |  |                                            |                                                        |  |  |  |  |  |  |  |              |
|                 | Kristián VIII.                               |  |                                            |                                                        |  |  |  |  |  |  |  |              |
|                 |                                              |  |                                            |                                                        |  |  |  |  |  |  |  |              |
|                 |                                              |  |                                            | Kristián Ludvík II. Meklenbursko-Zvěřínský             |  |  |  |  |  |  |  |              |
|                 |                                              |  |                                            |                                                        |  |  |  |  |  |  |  |              |
|                 | Ludvík Meklenbursko-Zvěřínský                |  |                                            |                                                        |  |  |  |  |  |  |  |              |
|                 |                                              |  |                                            |                                                        |  |  |  |  |  |  |  |              |
|                 |                                              |  |                                            | Gustava Karolina Meklenbursko-Střelická                |  |  |  |  |  |  |  |              |
|                 |                                              |  |                                            |                                                        |  |  |  |  |  |  |  |              |
|                 | Žofie Frederika Meklenbursko-Zvěřínská       |  |                                            |                                                        |  |  |  |  |  |  |  |              |
|                 |                                              |  |                                            |                                                        |  |  |  |  |  |  |  |              |
|                 |                                              |  |                                            | František Josias Sasko-Kobursko-Saalfeldský            |  |  |  |  |  |  |  |              |
|                 |                                              |  |                                            |                                                        |  |  |  |  |  |  |  |              |
|                 | Šarlota Žofie Sasko-Kobursko-Saalfeldská     |  |                                            |                                                        |  |  |  |  |  |  |  |              |
|                 |                                              |  |                                            |                                                        |  |  |  |  |  |  |  |              |
|                 |                                              |  |                                            | Anna Žofie Schwarzbursko-Rudolstadtská                 |  |  |  |  |  |  |  |              |
|                 |                                              |  |                                            |                                                        |  |  |  |  |  |  |  |              |
| 'Frederik VII.' |                                              |  |                                            |                                                        |  |  |  |  |  |  |  |              |
|                 |                                              |  |                                            |                                                        |  |  |  |  |  |  |  |              |
|                 |                                              |  | Kristián Ludvík II. Meklenbursko-Zvěřínský |                                                        |  |  |  |  |  |  |  |              |
|                 |                                              |  |                                            |                                                        |  |  |  |  |  |  |  |              |
|                 | Ludvík Meklenbursko-Zvěřínský                |  |                                            |                                                        |  |  |  |  |  |  |  |              |
|                 |                                              |  |                                            |                                                        |  |  |  |  |  |  |  |              |
|                 |                                              |  |                                            | Gustava Karolina Meklenbursko-Střelická                |  |  |  |  |  |  |  |              |
|                 |                                              |  |                                            |                                                        |  |  |  |  |  |  |  |              |
|                 | Fridrich František I. Meklenbursko-Zvěřínský |  |                                            |                                                        |  |  |  |  |  |  |  |              |
|                 |                                              |  |                                            |                                                        |  |  |  |  |  |  |  |              |
|                 |                                              |  |                                            | František Josias Sasko-Kobursko-Saalfeldský            |  |  |  |  |  |  |  |              |
|                 |                                              |  |                                            |                                                        |  |  |  |  |  |  |  |              |
|                 | Šarlota Žofie Sasko-Kobursko-Saalfeldská     |  |                                            |                                                        |  |  |  |  |  |  |  |              |
|                 |                                              |  |                                            |                                                        |  |  |  |  |  |  |  |              |
|                 |                                              |  |                                            | Anna Žofie Schwarzbursko-Rudolstadtská                 |  |  |  |  |  |  |  |              |
|                 |                                              |  |                                            |                                                        |  |  |  |  |  |  |  |              |
|                 | Šarlota Frederika Meklenbursko-Zvěřínská     |  |                                            |                                                        |  |  |  |  |  |  |  |              |
|                 |                                              |  |                                            |                                                        |  |  |  |  |  |  |  |              |
|                 |                                              |  |                                            | Fridrich II. Sasko-Gothajsko-Altenburský               |  |  |  |  |  |  |  |              |
|                 |                                              |  |                                            |                                                        |  |  |  |  |  |  |  |              |
|                 | Jan August Sasko-Gothajsko-Altenburský       |  |                                            |                                                        |  |  |  |  |  |  |  |              |
|                 |                                              |  |                                            |                                                        |  |  |  |  |  |  |  |              |
|                 |                                              |  |                                            | Magdalena Augusta Anhaltsko-Zerbstská                  |  |  |  |  |  |  |  |              |
|                 |                                              |  |                                            |                                                        |  |  |  |  |  |  |  |              |
|                 | Luisa Sasko-Gothajsko-Altenburská            |  |                                            |                                                        |  |  |  |  |  |  |  |              |
|                 |                                              |  |                                            |                                                        |  |  |  |  |  |  |  |              |
|                 |                                              |  |                                            | Jindřich I. z Reuss-Schleizu                           |  |  |  |  |  |  |  |              |
|                 |                                              |  |                                            |                                                        |  |  |  |  |  |  |  |              |
|                 | Luisa z Reuss-Schleizu                       |  |                                            |                                                        |  |  |  |  |  |  |  |              |
|                 |                                              |  |                                            |                                                        |  |  |  |  |  |  |  |              |
|                 |                                              |  |                                            | Juliana Dorotea Luisa z Löwenstein-Wertheim-Virneburgu |  |  |  |  |  |  |  |              |
|                 |                                              |  |                                            |                                                        |  |  |  |  |  |  |  |              |